# Omobono Tenni

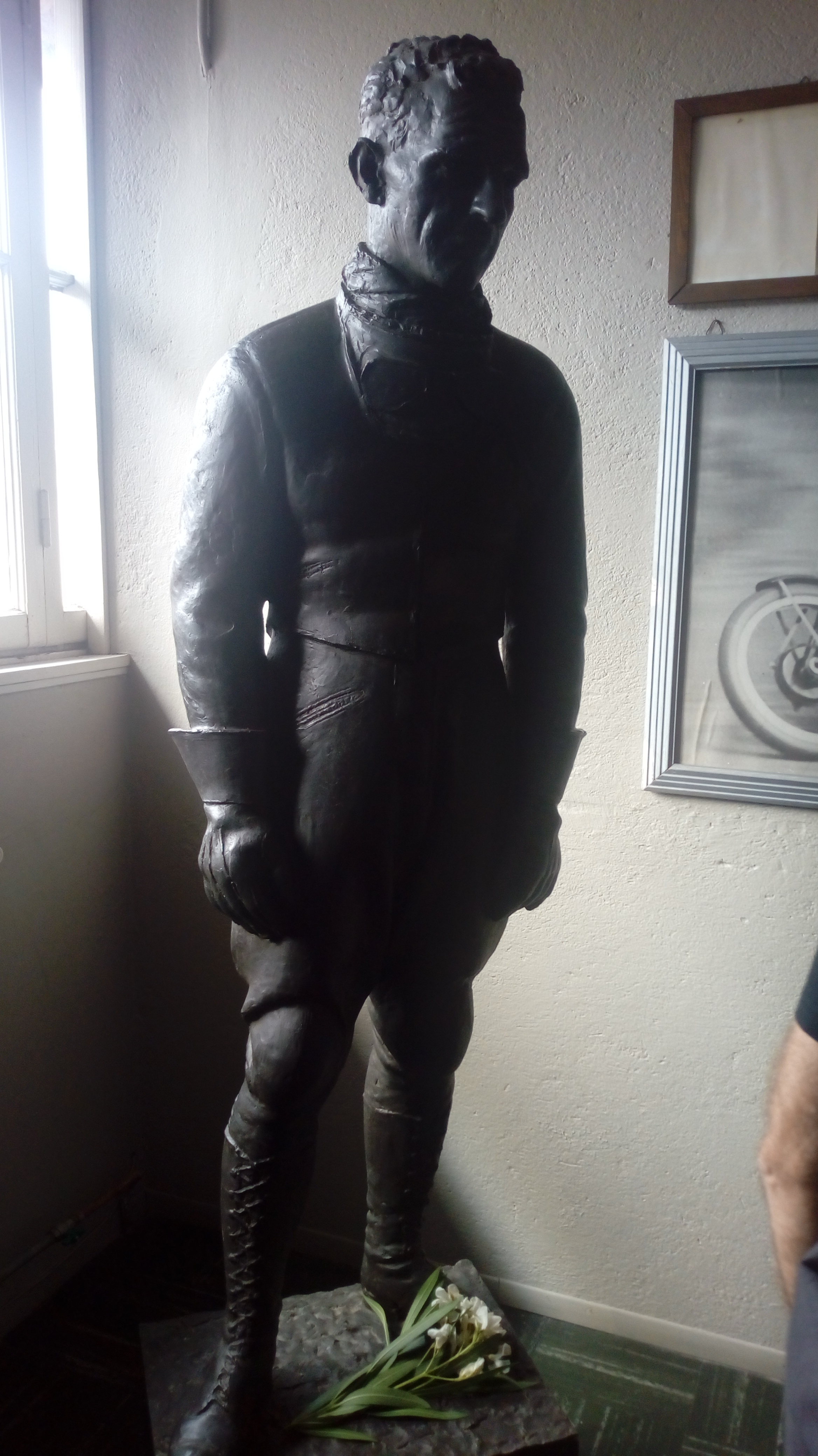
Die Statue von Omobono Tenni im Moto Guzzi Museum in Mandello del Lario

Tommaso Omobono Tenni (* 24. Juli 1905 in Tirano; † 1. Juli 1948 in Bern, Schweiz) war ein italienischer Motorradrennfahrer.
Zwischen 1933 und 1947 gewann Tenni, der als einer der besten italienischen Motorradrennfahrer vor dem Zweiten Weltkrieg gilt, für das Werksteam von Moto Guzzi 47 bedeutende Rennen und Meisterschaften, darunter die Tourist Trophy, die Motorrad-Europameisterschaft und die italienische Straßenmeisterschaft.

## Persönlichkeit
Omobono Tenni wurde in Tirano in unmittelbarer Nähe der Schweizer Grenze als Sohn einer Bauernfamilie geboren. Im Jahr 1920, im Alter von 15 Jahren, zog er mit seiner Familie nach Treviso, wo er eine Lehre in der Motorradwerkstatt der Facchin-Brüder absolvierte. Mit 19 Jahren eröffnete Tenni seine eigene Werkstatt und begann seine Rennfahrerkarriere.
Abseits der Pisten galt Tenni als ruhiger, großzügiger und einfacher Mensch. Auf dem Motorrad war er für seinen großen Kampfgeist bekannt. Einen Sieg teilte er seiner Ehefrau per Telegramm stets mit denselben Worten mit: „Arrivato Primo: baci Tenni“ (deutsch: Erster geworden, Küsse, Tenni).
In Großbritannien erhielt er wegen seines schwarzen Haares, Helmes und Leders sowie seines „teuflischen“ Fahrstils den Spitznamen „The Black Devil“ (englisch für: Der schwarze Teufel). Außerdem wurde er auch respektvoll „Rotes Geschoss“ oder „Kentaur mit Feuerflügeln“ genannt und in seiner Heimat als Tazio Nuvolari des Motorradsports angesehen.

## Karriere

### Anfänge
Seinen ersten Sieg fuhr Omobono Tenni am 24. Mai 1924 auf einer 125-cm³-G.D. bei einem Rennen in Postumia im heutigen Slowenien ein. Dabei schlug er mit Tazio Nuvolari, Pietro Ghersi und Guido Mentasti die versammelte italienische Motorrad-Elite der damaligen Zeit. Danach folgte eine Reihe von Siegen und Rundenrekorden auf der 125er, darunter auch der dritte Rang beim Achtelliterlauf um den V. Großen Preis der Schweiz 1928 auf dem Circuit de Meyrin in Genf, der in diesem Jahr gleichzeitig der Lauf um die Motorrad-Europameisterschaft war.
Im Jahr 1931 wurde er von Mitgliedern seines lokalen Motorradklubs beim Kauf einer 350-cm³-Velocette unterstützt, mit der er in der Folge den dritten Platz beim X. Großen Preis der Nationen in Monza belegte und den Gran Premio Reale in Rom gewann.

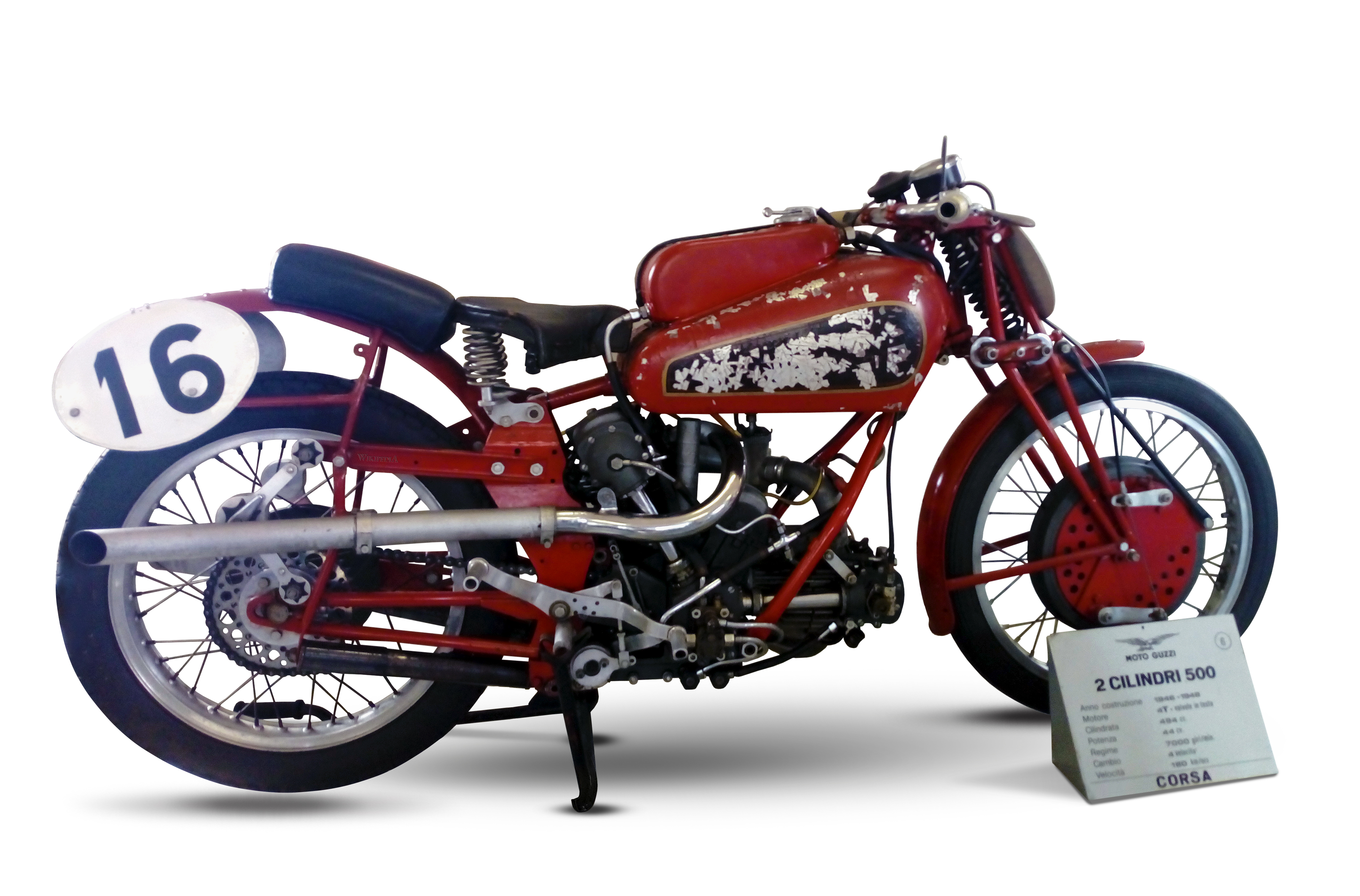
Die Moto Guzzi Bicilindrica 500 GP von Omobono Tenni – es ist die frühe Version von 1946 – ähnlich dem Vorkriegsmodell

### Moto-Guzzi-Werksfahrer
Im Jahr 1932 besiegte Tenni mit einer Miller Balsamo auf dem Circuito del Tigullio in Rapallo den damaligen Moto-Guzzi-Star Pietro Ghersi mit einem Überholmanöver in der letzten Runde, woraufhin er für die folgende Saison von diesem Hersteller als Werksfahrer verpflichtet wurde. Sein erstes Rennen für Guzzi absolvierte Tenni auf einer 500-cm³-Zweizylindermaschine bei der 1º Trofeo della Velocità auf der Pista del Littorio in Rom. Der Italiener stürzte in diesem Rennen bei etwa 180 km/h, stand wieder auf, konnte aber mit seiner zerstörten Maschine nicht weiterfahren.
Für die Saison 1934 entwickelte Moto Guzzi eine ganz neue 500er-V2, mit der Tenni, der schnell zum Nummer-eins-Fahrer geworden war, in Rom die 2º Trofeo della Velocità vor seinem irischen Teamkollegen Stanley Woods gewann. Auch in der italienischen Straßenmeisterschaft war Tenni in diesem Jahr in der Halbliterklasse siegreich.
1935 hatte Tenni seinen ersten Auftritt bei der Tourist Trophy auf der Isle of Man, dem damals schwierigsten und prestigeträchtigsten Motorradrennen der Welt. Er startete auf einer 250er in der Lightweight-TT und schied, hinter Woods an zweiter Stelle liegend, nach einem Sturz in einer Nebelbank im bergigen Teil des Snaefell Mountain Course aus. Seinen Titel in der 500-cm³-Klasse der italienischen Meisterschaft konnte Tenni erfolgreich verteidigen. Außerdem gewann er auch die Raid Nord–Sud von Mailand nach Neapel.
Im Jahr 1936 siegte Omobono Tenni für den Hersteller aus Mandello del Lario unter anderem bei den Halbliterläufen um den Großen Preis der Schweiz in Bremgarten und bei der 3º Trofeo della Velocità, die diesmal in Monza stattfand. Auch bei der Raid Nord-Sud war er erneut erfolgreich.
1937 hatte Omobono Tenni die erfolgreichste Saison seiner Laufbahn. Im Juni siegte er als erster nicht-britischer Fahrer überhaupt bei der Tourist Trophy. Der Italiener hatte das 250er-Rennen mit seiner Moto Guzzi von Beginn an angeführt, war aber am Ende der ersten Runde gestürzt, was ihn etwa 35 Sekunden und die Führung gekostet hatte. In der vierten Runde lag Tenni wieder an der Spitze, im siebenten Umlauf musste er aber wiederum unplanmäßig stoppen, diesmal um eine Zündkerze zu wechseln. Dennoch gewann Tenni das 250er-Rennen nach über dreieinhalb Stunden mit einer Durchschnittsgeschwindigkeit von 74,72 mph (120,22 km/h) und mit einem Vorsprung von knapp 40 Sekunden vor dem Excelsior-Piloten Wood. Auch beim Viertelliterrennen der am 3. und 4. Juli des Jahres im Rahmen des XIII. Großen Preises der Schweiz in Bremgarten ausgetragenen Motorrad-Europameisterschaft 1937 war Tenni siegreich. Er gewann vor seinem Landsmann und Markenkollegen Nello Pagani und dem deutschen DKW-Werksfahrer Ewald Kluge.

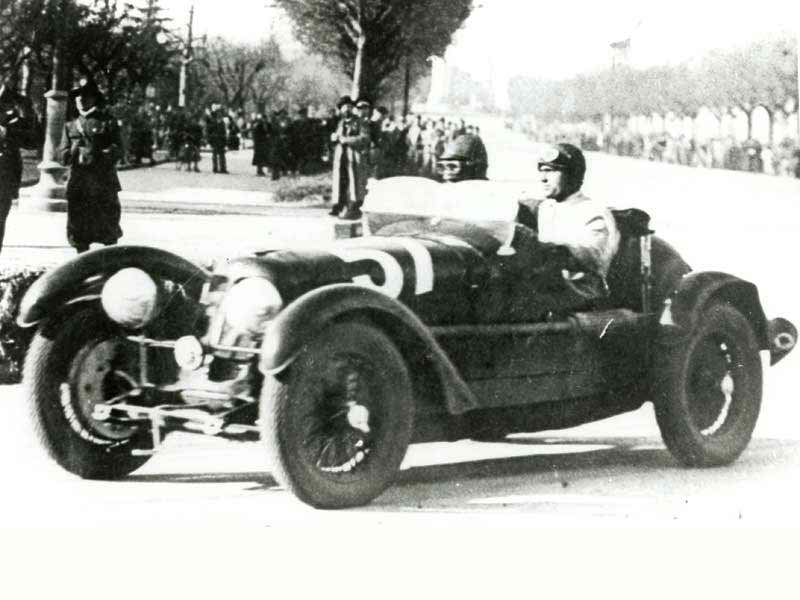
Tenni und Bertocchi auf Maserati bei der Mille Miglia 1936

In der Mitte der 1930er Jahre bestritt Tenni außerdem auch Autorennen. So nahm er beispielsweise 1936 an der Mille Miglia teil, bei der er auf einem Maserati Tipo 4CS 1500 zusammen mit Guerino Bertocchi einen Klassensieg einfuhr und Fünfter in der Gesamtwertung wurde. In der Folge wurde er in der Scuderia Torino Semi-Werksfahrer und 1937 Werkspilot für Maserati, für die er unter anderem bei Voiturette-Rennen in Monaco und auf dem Nürburgring antrat.
1938 und 1940 zog sich Tenni bei mehreren Unfällen schwere Verletzungen zu, die ihn zu größeren Rennpausen zwangen. Der Zweite Weltkrieg zwang ihn schließlich dazu, seine Karriere längerfristig zu unterbrechen.
Nach Kriegsende kehrte Omobono Tenni, mittlerweile über 40 Jahre alt, wieder zum Motorradrennsport zurück. Bei der ersten Nachkriegs-Motorrad-EM, 1947 in der Schweiz, gewann er seinen zweiten 500er-Titel. Auch in der Halbliterklasse der italienischen Straßenmeisterschaft war er wiederum erfolgreich, ebenso im Rennen der Senior-TT (500-cm³-Klasse) 1948. Er setzte die schnellste Rennrunde und lag in Führung, bis ihn ein technisches Problem stoppte und auf Rang neun verwies.

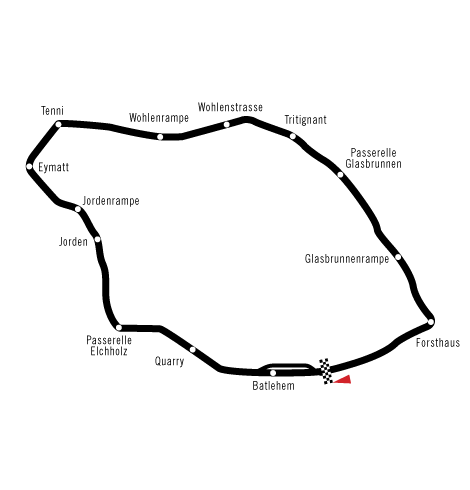
Bremgarten-Rundstrecke

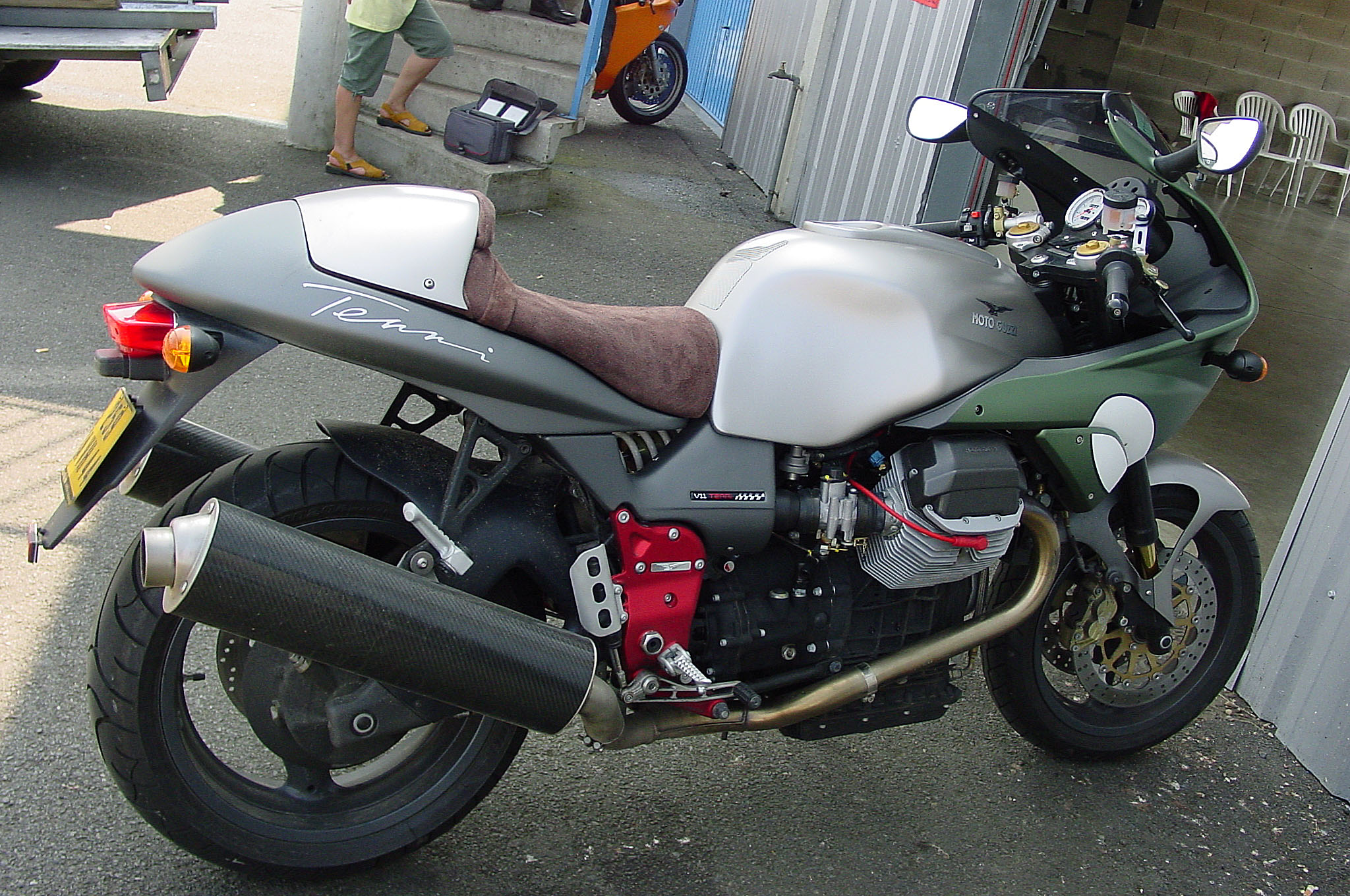
Moto Guzzi V11 Le Mans Tenni

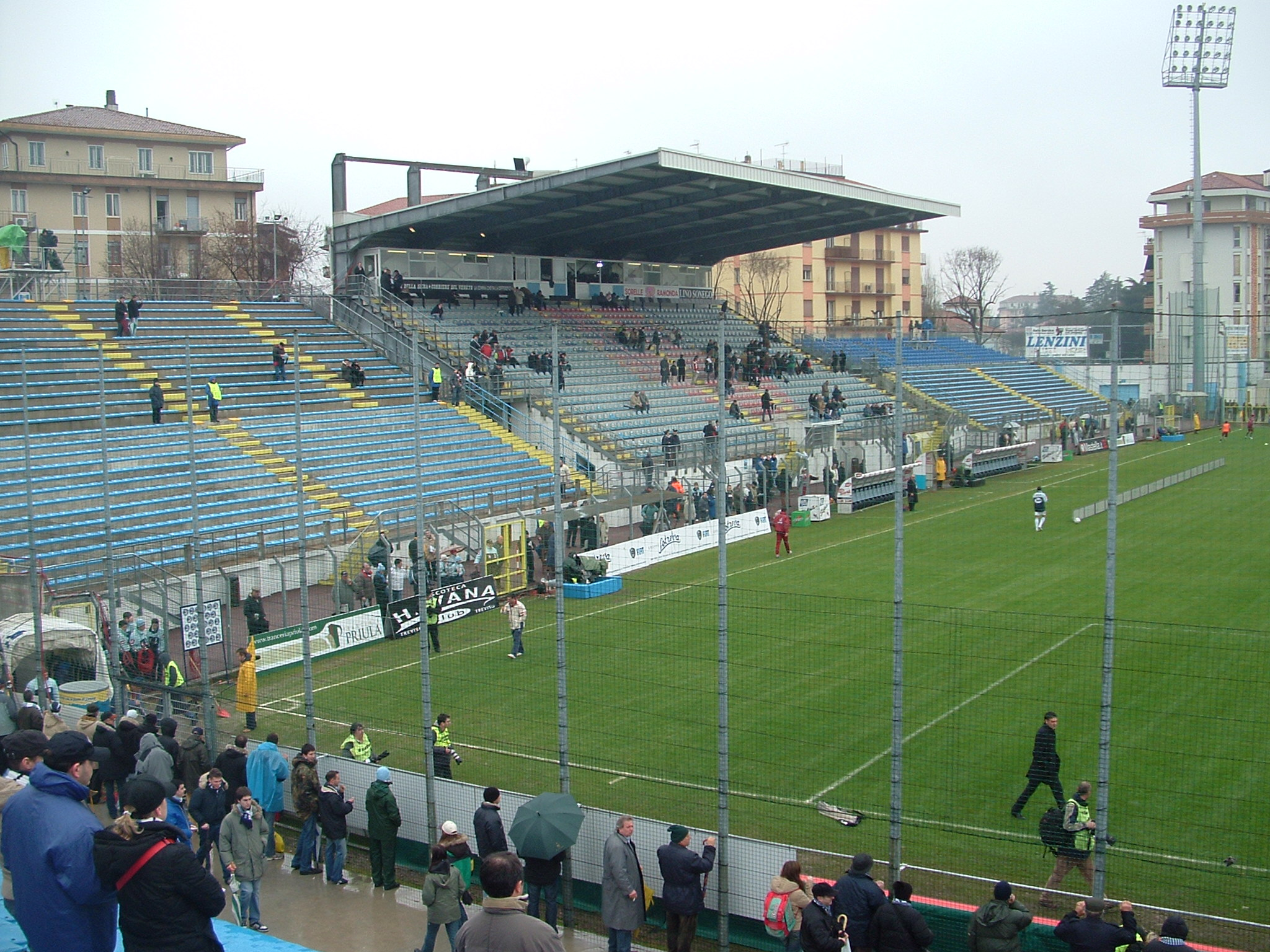
Innenansicht des Stadio Omobono Tenni

### Tödlicher Unfall
Am 1. Juli 1948 verunglückte Omobono Tenni beim Training zum Großen Preis der Schweiz auf der Bremgarten-Rundstrecke in Bern tödlich. Er setzte in der zweiten der Eymatt-Rechtskurven mit der rechten Fußraste seiner Moto Guzzi auf, woraufhin er zu Sturz kam, durch die Luft geschleudert wurde und gegen einen Baum auf der Außenseite der Strecke prallte. Tenni war auf der Stelle tot.
Das Moto-Guzzi-Werk hatte den Italiener mit einer der neuen Zweizylinder-250er ins Rennen geschickt. Mit dem gleichen Modell hatte Manliff Barrington bereits bei der Tourist Trophy wegen Problemen am hinteren Radlager aufgeben müssen. Tenni litt unter ähnlichen Problemen und beschloss deshalb, das Training zu beenden. Bevor er das tat, ging er jedoch noch mit einem der älteren Albatros-Modelle auf einige Vergleichsrunden. Unglücklicherweise war dieses mit längeren Rasten als das neue Modell ausgestattet, was Tenni nicht bedachte.
Am selben Tag verunglückte in derselben Kurve auch der 43-jährige Achille Varzi mit einem Alfa Romeo Tipo 158 tödlich.
Omobono Tennis Leichnam wurde in die Moto-Guzzi-Zentrale nach Mandello del Lario verbracht, wo die Totenwache abgehalten wurde. Am Morgen des 4. Juli wurde sein Sarg mit einem Transporter des Guzzi-Teams nach Treviso gebracht. Auf seiner letzten Reise wurde der Italiener von Flugzeugen des Aero Club Treviso begleitet, die von Castelfranco Veneto bis Treviso Blumen über den Trauerzug streuten. Entlang der Straßen erwiesen ihm Tausende die Ehre.

## Ehrungen
- Kurz nach dem Todessturz wurde die zweite Eymatt-Kurve nach Omobono Tenni benannt.
- Moto Guzzi widmete Tenni ein Denkmal im Werksmuseum und eine auf 170 Exemplare limitierte Version des Motorrades V11 Le Mans.
- Am 5. Oktober 1963 wurde das Fußballstadion Trevisos in Stadio Omobono Tenni umbenannt.

## Statistik

### Erfolge
- 1934 – Italienischer 500-cm³-Meister auf Moto Guzzi
- 1935 – Italienischer 500-cm³-Meister auf Moto Guzzi
- 1937 – 250-cm³-Europameister auf Moto Guzzi
- 1947 – 500-cm³-Europameister auf Moto Guzzi
- 1947 – Italienischer 500-cm³-Meister auf Moto Guzzi

### Isle-of-Man-TT-Siege
| Jahr | Klasse                | Maschine   | Durchschnittsgeschwindigkeit |
| ---- | --------------------- | ---------- | ---------------------------- |
| 1937 | Lightweight (250 cm³) | Moto Guzzi | 74,72 mph (120,25 km/h)      |

## Verweise